# Ulica Towarowa w Olsztynie
Ulica Towarowa w Olsztynie – jedna z głównych ulic osiedla Kętrzyńskiego. To także jedna z ważniejszych arterii komunikacyjnych miasta. Ulica na odcinku pomiędzy skrzyżowaniem z ulicą Leonharda a skrzyżowaniem z ulicą Budowlaną wchodzi w skład drogi krajowej nr 16. Ulica rozciąga się od Placu Ofiar Katynia (skrzyżowanie z ulicami Dworcową i Kętrzyńskiego) do oddalonych o ok. 500 m od skrzyżowania z ulicą Budowlaną terenów fabryki Michelin.
Ulica nazwę zawdzięcza swej roli, którą od lat jest transport towarów do Fabryki Opon Samochodowych Michelin Polska oraz okolicznych sklepów i hurtowni.

## Obiekty
Przy ulicy Towarowej znajdują się m.in.:
- Wojewódzki Ośrodek Ruchu Drogowego
- Olsztyńska Izba Budowlana

## Komunikacja
Ulicą Towarową biegną trasy 4 linii autobusowych. Są to linie numer 106, 114, 121 oraz 304.

## Dane drogi
Większa część ulicy Towarowej (odcinek pomiędzy Placem Ofiar Katynia a skrzyżowaniem z ulicą Budowlaną) wyposażona jest w dwie jezdnie po dwa pasy ruchu w każdym kierunku. Na odcinku pomiędzy Placem Ofiar Katynia a skrzyżowaniem z ulicą Leonharda, obie jezdnie rozdziela pas zieleni wraz z odcinkiem technicznym torowiska tramwajowego, biegnącym do zajezdni MPK.